# 金太润
金太润（韩语： Gim Taeyun，1994年9月28日—）是一名韩国男子速度滑冰运动员。他小学二年级开始在父亲的推荐下开始练习滑冰，不久后他便在滑冰方面展现才能，然而他患有奥斯戈德氏病，因此左膝容易感到疼痛。2013年，他完成自己的世界杯分站赛首秀。